# Дорошенко Юрій Олегович
Ю́рій Оле́гович Дороше́нко (нар. 26 квітня 1977, Макіївка) — український письменник, журналіст, правознавець, прокурор.
Член Національної спілки журналістів України з 1998 року, Спілки юристів України, Національної спілки письменників України — травень 2012. 
Заслужений журналіст України. 
Лауреат конкурсів «Шанс» — 1994, та «Надія» НСЖУ — 1997, премії видавництва «Смолоскип» — 1999, нагороджений багатьма подяками. Кавалер Ордену «За заслуги» ІІІ ступеня — грудень 2017.
Лауреат Мистецької премії «Київ» імені Анатолія Москаленка (у галузі журналістики) та Премії митрополита Іларіона (Івана Огієнка) — 2012 р.
Нагороджений орденами УПЦ КП: Святого рівноапостольного князя Володимира ІІ, ІІІ ступенів, орденом Святого архистратига Михаїла, орденом Святого Юрія Переможця, орденом Христа Спасителя, медаллю «До 2000-ліття Різдва Христового» з Дипломом та Патріаршою благословенною грамотою з золотим хрестом УПЦ КП. Відзнаками УПЦ (МП): орденом 1020-річчя Хрещення Руси та орденом Святого Георгія Побідоносця. УАПЦ — Благословенною грамотою Предстоятеля УАПЦ.
Учасник установчого Собору Православної Церкви України 15 грудня 2018 р. (Софійський собор, м. Київ).
Державний службовець 5-го рангу. Старший радник юстиції

## Життєпис
Навчався в середній школі Харцизька, 1999 року закінчив Інститут журналістики Київського національного університету імені Тараса Шевченка - магістр журналістики. 2003 року закінчив Київський університет права НАН України - магістр права. Починаючи 1992 роком співпрацював в міських газетах Харцизька «Родина» та «Міська газета». З 1999 року без відриву від виробництва навчався в аспірантурі КНУ і. Т. Шевченка, 2003 року закінчив Київський університет права НАН України.
Протягом 1992—1994 років був секретарем та заступником голови Харцизької міської організації Всеукраїнського товариства «Просвіта» імені Тараса Шевченка.
У 1996 та 1999 роках навчався в Літній школі польської мови та культури Силезького університету (Катовиці).
Входив до складу редакційних рад альманаху «Молода нація» та «Українського церковно-історичного журналу».
В 1998—1999 роках працював референтом-консультантом народного депутата України по 347 виборчому округу.
З 2000 року — прес-секретар та радник із зв'язків із громадськістю й політико-правових питань Патріарха Київського і всієї Руси-України Філарета.
Голова Київського правничого товариства та редактор «Українського правничого альманаху» (разом із Володимиром Державіним). Український правничий альманах / Упор.: С. Бобровнік, В. Державін, Ю.
Дорошенко, А. Іщенко, Р. Калюжний. За заг. ред. акад. Ю. Шемшученка- К.:
Київське правниче товариство, 2002.-304 с.
2003 року стає виконавчим директором Асоціації правників України.
Працював заступником головного редактора «Без цензури» та газети «Ділова Україна», заступником головного редактора бюлетеня ВГО «Наша Україна» «ТАК!».
З 2005 року співпрацює в Інституті держави і права імені В. М. Корецького НАН України.
Був парламентським кореспондентом донецької газети «Східний часопис», співпрацював з газетою «Молодь України», був оглядачем «України молодої», оглядачем газети «Столиця».
Працював оглядачем відділу «Влада» газети «Економічні новини».
З вересня 2006 року працює головним редактором газети «Український форум».
2006—2007 роки — помічник-консультант Народного депутата України.
2008—2010 роки — завідувач сектору аналітики Секретаріату Кабінету Міністрів України.
Входить до складу Церковно-історичного товариства, є співзасновником Київського правничого товариства.
З 2014 року працював заступником начальника відділу Генеральної прокуратури України.
Загалом написав більше восьмисот публіцистичних матеріалів і дописів, та близько двадцяти наукових статей.

Обкладинка збірки «Без догмату. Релігійні магістралі»

2012 року вийшов збірник його праць «Без догмату. Релігійні магістралі» (видавництво «Ярославів Вал», К.: 2012. — 733 с.). За це видання Юрія Дорошенка хотіли анафемувати представники церкви Московського патріархату. Книга також стала переможцем книжкового рейтингу НСПУ 2012 р. у номінації «Публіцистика».
У вересні 2013 року брав участь в презентації книг видавництва Київської Патріархії в рамках ХХ Форуму видавців.
Автор та упорядник книги-альбому «Незламний будівничий Української Церкви» про Святійшого патріарха Філарета (Денисенка), яка побачила світ 2014 р. та присвчена 85-річчу предстоятеля УПЦ КП(Незламний будівничий Української Церкви / [за ред. митр. Епіфанія (Думенка); упор.: прот. Олександр Трофимлюк, Юрій Дорошенко]. — К. : Видавничий відділ УПЦ Київського Патріархату, 2014. — 160 c.).